# Annibale Riccò
Annibale Riccò (Modena, 15 settembre 1844 – Roma, 23 settembre 1919) è stato un astronomo e astrofisico italiano.

## Biografia
Figlio del fotografo Felice Riccò, si laureò all'Università di Modena nel 1868. Divenne direttore nel 1879 dell'osservatorio astronomico di Palermo, sostituendo l'amico e concittadino modenese Pietro Tacchini.
Nel 1890 venne nominato professore di astrofisica all'Università di Catania e fu il primo direttore dell'Osservatorio Astronomico di Catania. Dal 1898 al 1900 fu Rettore dell'Università di Catania.
L'asteroide 1995 QS2 è stato chiamato in suo onore 18462 Riccò, come anche un cratere di 65 km sulla Luna.